# Озарк (Арканзас)
Озарк (енгл. Ozark) град је у америчкој савезној држави Арканзас.

## Демографија
По попису из 2010. године број становника је 3.684, што је 159 (4,5%) становника више него 2000. године.
| Група             | 2000.         | 2010.         |
| Белци             | 3.355 (95,2%) | 3.436 (93,3%) |
| Афроамериканци    | 5 (0,1%)      | 25 (0,7%)     |
| Азијати           | 5 (0,1%)      | 13 (0,4%)     |
| Хиспаноамериканци | 90 (2,6%)     | 115 (3,1%)    |
| Укупно            | 3.525         | 3.684         |